# NGC 1157
NGC 1157 是南天波江座的一個螺旋星系。它在哈伯序列中被歸類為Sb。据估计，它距银河系3.94亿光年，直径约7万光年。在天
球的同一区域，除了NGC 1157还有：NGC 1150、NGC 1151、NGC 1158、IC 276。该天體于 1885 年 12 月 31 日由法蘭斯·萊文沃思发现。